# Ko se tam gori olistajo breze
Ko se tam gori olistajo breze je roman Brede Smolnikar. Življenjska zgodba dejanskih oseb je nadgrajena s fiktivnimi elementi. Avtorica zgodbo pripoveduje v enem samem stavku brez pike in samo z nekaj podpičji. Za svoje pisanje pravi, da je kot reka, po kateri morate plavati, ne da bi vam bilo dano za hip stopiti na breg.
Po izdaji romana jo je tožilo pet sester (nekatere iz ZDA, druge iz Slovenije), ki so v knjigi »prepoznale« svoje starše in  jih je motila erotika v knjigi. Pisateljica je bila na prvi stopnji obsojena na umik knjig iz prodaje, javno opravičilo in odškodnino. Na drugi stopnji, v obnovljenem, za javnost zaprtem procesu, pa so tožbenemu zahtevku delno ugodili, tako da so zmanjšali znesek odškodnine. Preostali tožbeni zahtevek je bil zavrnjen, zato je avtorica knjige protestno zažgala na grmadi. Dve leti pozneje je prišel primer Brede Smolnikar pred Ustavno sodišče RS, ki je 12. aprila 2007 razveljavilo sodbo okrožnega in višjega sodišča. Evropsko sodišče za človekove pravice je 2014 potrdilo pravilnost te odločitve.

## Vsebina
Gre za zgodbo, ki je umeščena pred 1. sv. vojno v času velikega vala emigracij v ZDA.
Glavna junakinja Rozina je iznajdljiva in uspešna ženska, ki je dobra trgovka; prodaja fige, fižol, slamnike in se znajde v vseh življenjskih okoliščinah. 
K uspehu oziroma uresničitvi njenih poslovnih podvigov veliko prispeva njena ljubezen do Brinovca s katerim se vsak večer pogovarjata o žganjekuhi in drugih poslih dneva. Brinovc je slovenski fant s katerim se je poročila in jo tudi nauči žganjekuhe s tem pa sta si v Ameriki v času prohibicije ustvarila veliko bogastvo. Leta 1941 obiščeta domovino, vendar se zaradi izbruha 2. svetovne vojne v ZDA ne moreta vrniti, tam pa ostane hčerka Fanny. Tako sta prisiljena ostati v domovini, kjer se glavna junakinja Rozina hitro znajde in v času vojne uspešno trguje. Kljub temu, da je zelo podjetna in rada zasluži pa s tem ko nemškemu oficirju izroči steklenico ameriškega češnjevega žganja, odkupi življenje partizanke Zmage (njena sovaščanka, ki je obsojena na smrt). Rozini vedno vse uspe, navkljub takratnim težkim razmeram,tako tudi vrnitev v ZDA po moževi smrti. Zgodba se zaključi z zadnjim obdobjem junakinjinega življenja in smrtjo.

## Izdaje in prevodi
- Ko se tam gori olistajo breze, 1998 (COBISS)
- Ko se tam gori olistajo breze (sodno cenzurirana izdaja), 2004 (COBISS)
- Kkko ssse tttam gggori ooolistajo bbbreze (šifra), 2006 (COBISS)
- Ko se tam gori olistajo breze (COBISS)
- Prevod v slovaščino leta 2011; založil Kalligram; prevedla Stanislava Repar; Keď sa hore zazelenajú brezy